# Calathea eximia
Calathea eximia là một loài thực vật có hoa trong họ Marantaceae. Loài này được (K.Koch & C.D.Bouché) Körn. ex Regel mô tả khoa học đầu tiên năm 1858.